# Korszakváltás Párt
A Korszakváltás Párt (koreai: 시대전환; handzsa: 時代轉換) egy berendezkedésellenes politikai párt Dél-Koreában.
A pártot Cso Dzsonghun (Cho Jeong-hun) és I Vondzse (Lee Won-je) alapította 2020. február 23-án. Hivatalosan se nem konzervatívnak, se nem progresszívnek, hanem pragmatikusnak tartja magát. I Vondzse (Lee Won-je), az egyik társelnök támogatja az alapjövedelem bevezetését. 
A 2020-as választásokon a párt csatlakozott a Platform Párt szövetségéhez, de kezdetben voltak olyan feltételezések, hogy a párt szövetséget köt a Minszeng (Minsaeng) Párttal. A választáson Cso Dzsonghun (Cho Jeong-hun) a 6. helyen végzett a Platform Párt listáján, így megválasztották. 2020. május 12-én Csó (Chó)t kizárták a pártból, így visszatért régi pártjához.

## Fordítás
Ez a szócikk részben vagy egészben  a   Transition Korea című angol Wikipédia-szócikk ezen változatának fordításán alapul.  Az eredeti cikk szerkesztőit annak laptörténete sorolja fel. Ez a jelzés csupán a megfogalmazás eredetét és a szerzői jogokat jelzi, nem szolgál a cikkben szereplő információk forrásmegjelöléseként.